# District de Kesrouan
Le Kesrouan est un des cazas (divisions administratives) de la subdivision du Mont Liban au Liban. Il se situe dans la partie centrale du pays, délimité au Sud par Nahr el-Kelb et au Nord par Nahr Ibrahim, à l'Ouest la mer Méditerranée et à l'Est la chaîne du Mont Liban qui le sépare de la Békaa. Le chef-lieu du Kesrouan est Jounieh, situé à 17 km au nord de Beyrouth. Ce caza  est presque exclusivement chrétien, en particulier maronite, car les chrétiens constituent presque 97 % de sa population : il y aurait seulement 3,24 % de musulmans. 

## Étymologiedu nom Kesrouan
Le nom « Kesrouan » (parfois écrit « Keserwan » par les anglophones) viendrait de l'arabe « kesrah » (Arabe: كسره) ce qui veut dire un petit morceau (comme un petit morceau de pain) ou du mot arabe « kassar » (Arabe⁣ : كسر) qui se traduit littéralement par « casser ». Une autre version fait remonter le nom au roi Perse Kesra (Anoucharouan). Ce serait la contraction du nom du roi Kesraouan.
Ses habitants sont les Kesrouanais.

## Répartition confessionnelle des électeurs (2015)
http://elnashra.com/elections/vote
| Confessions          | Pourcentage (2022) | Pourcentage (2015) |
| Chrétiens (total)    | 97,89 %            | 96,76 %            |
| -------------------- | ------------------ | ------------------ |
| Arméniens-orthodoxes | 2,16 %             | - %                |
| Grecs-orthodoxes     | 0,9 %              | 3,73 %             |
| Maronites            | 91,15 %            | 82,74 %            |
| Grecs-catholiques    | 2,23 %             | 5,09 %             |
| Autres chrétiens     | 1,43 %             | 5,20 %             |
| Musulmans (total)    | 2,09 %             | 3,24 %             |
| Sunnites             | 0,25 %             | 0,59 %             |
| Chiites              | 1,83 %             | 1,79 %             |
| Druzes               | 0,01 %             | 0,03 %             |
| Alaouites            | 0,02 %             | 0,01 %             |

## Villes et communes
- Achkout
- Adma
- Ain El Rihaneh
- Antoura
- Ajaltoun
- Aramoun
- Aazra
- Bkerké
- Ballouneh
- Batha
- Bzommar
- Chnanir
- Daraya
- Deraaoun
- Dlebta
- Faitroun
- faraya
- Ghazir
- Ghebaleh
- Ghineh
- Ghosta
- Harissa
- Hrajel
- Jeita
- Jounieh
- Jouret Bedran
- Jouret el Termos
- Jwar El Hous
- Kaslik
- Kfardebian
- Kfour
- Kleiat
- Mayrouba
- okaibe
- Rayfoun
- Safra
- Sehaileh
- Tabarja
- Yahchouch
- Zouk Mikael
- Zouk Mosbeh

fin colonnes

## Tourisme
- Casino du Liban

Le Casino du Liban est le plus grand casino du Moyen-Orient, situé au nord de Jounieh.
- Grotte de Jeita

La grotte située dans le village de Jeita est une des plus impressionnantes du monde. 
- Kfardebian

La station balnéaire de ski la plus connue du Liban.
- Notre Dame du Liban- Harissa

Notre Dame du Liban (Sayydat Lubnan-Harissa) est un haut lieu de pèlerinage catholique. 
- Musée du patrimoine libanais

Le musée du patrimoine libanais expose des items reliés à la culture et l'histoire du Liban.
- Téléphérique

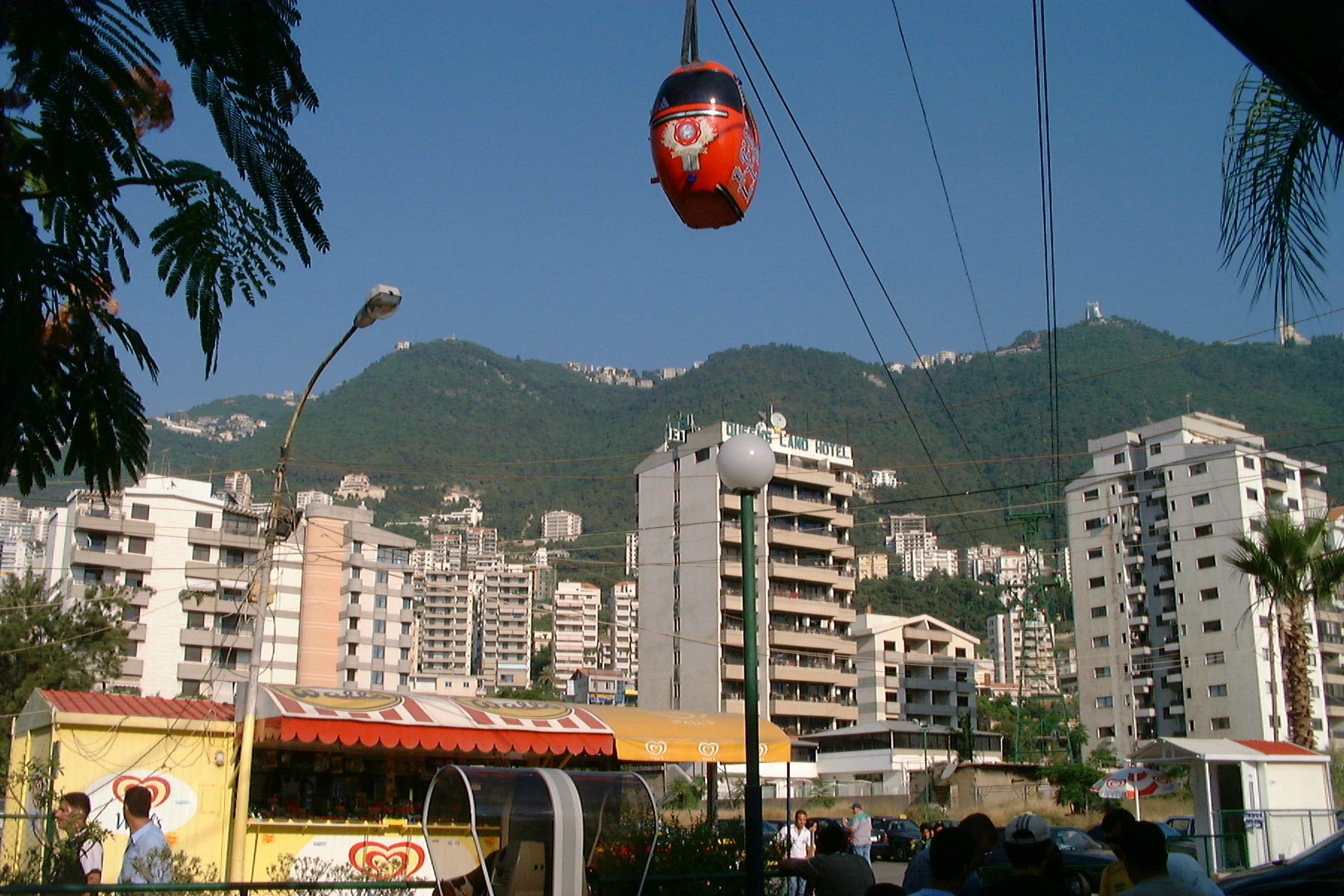
Le téléphérique entre Jounieh et Harissa

Le téléphérique permet par voie aérienne le transport par câble entre Jounieh et Harissa. Il offre une splendide vue panoramique de la baie de Jounieh.